# 사직여자고등학교
사직여자고등학교(社稷女子高等學校)는 대한민국 부산광역시 동래구 사직동에 있는 사립 고등학교이다.

## 학교 연혁
- 1985년 8월 6일 : 학교법인 사직학원 인가(교육부)
- 1986년 12월 22일 : 사직여자고등학교 설립인가(교육부)
- 1987년 3월 5일 : 제1회 신입생(8학급 460명) 입학
- 1987년 12월 24일 : 박봉갑 이사장 취임
- 1990년 2월 13일 : 제1회 졸업식(졸업생 453명)
- 1991년 11월 27일 : 목련관 준공
- 1995년 1월 20일 : 대강당 준공
- 2003년 8월 27일 : 쇠미관 완공
- 2003년 11월 18일 : 박호철 이사장 취임
- 2011년 7월 4일 : 석파관(급식동) 개관식
- 2022년 12월 30일 : 제34회 졸업식 196명(총 13,229명 졸업)
- 2023년 3월 1일 : 제10대 주인수 교장 취임
- 2023년 3월 2일 : 교사 다목적 공간(소요유) 개관
- 2025년 3월 4일 : 2025학년도 신입생 199명 입학

## 참고 자료
- 사직여자고등학교 - 한국교육학술정보원 학교알리미